# Fortezza di Babilonia

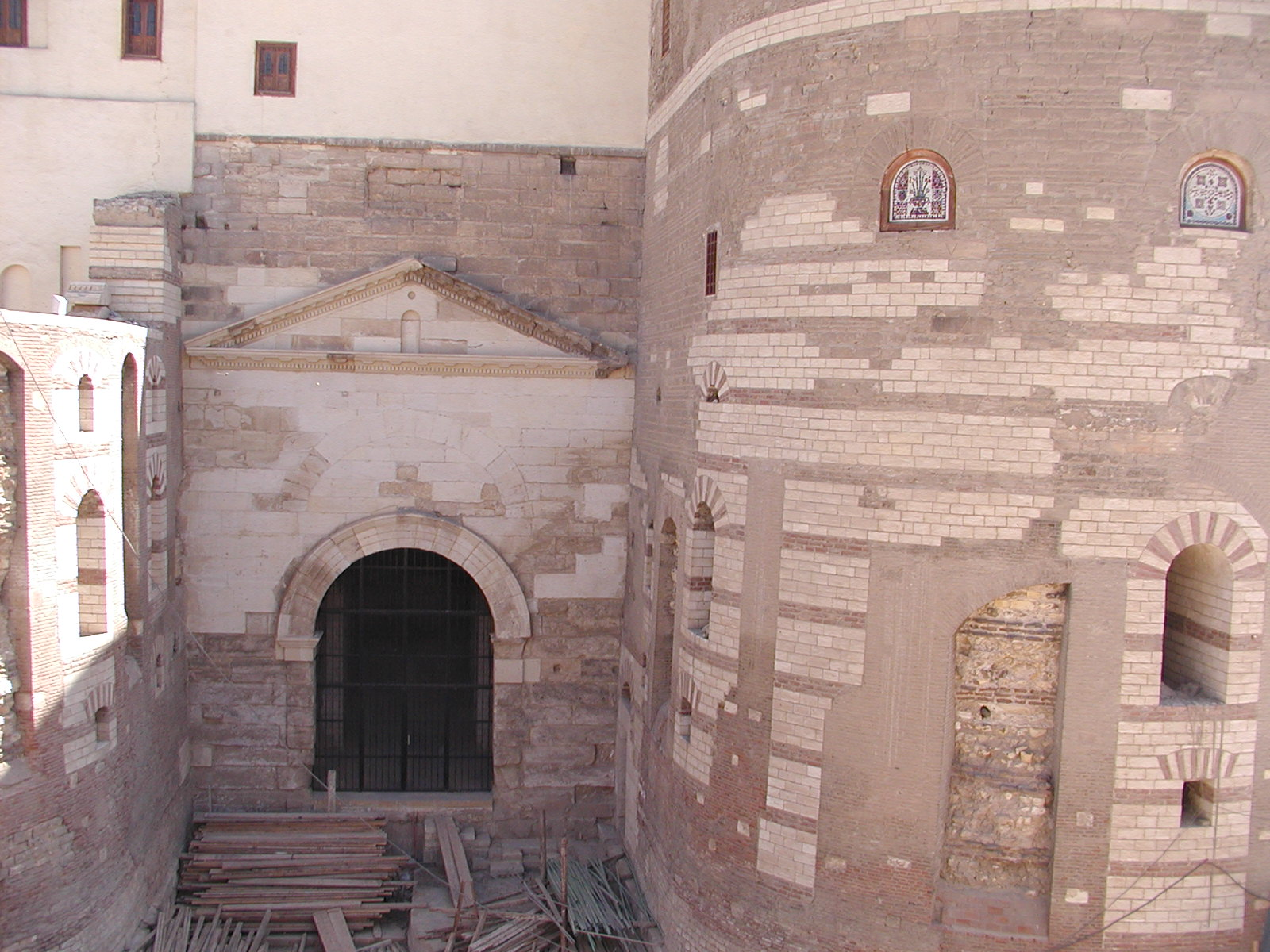
Porta e torre difensiva che costituivano l'accesso meridionale alla cortina orientale della fortezza di Babilonia. Successivamente vi fu costruita sopra la Chiesa Sospesa (al-Muʿallaqa).

La fortezza di Babilonia (latino: Babylon; in arabo حصن بابليون‎?, Ḥiṣn Bābilyūn; lingua copta: ⲡⲁⲃⲓⲗⲱⲛ o Ⲃⲁⲃⲩⲗⲱⲛ) è stato un forte romano in Egitto tra il 30 a.C. e il 640, che si ergeva presso la riva orientale del delta del Nilo, di fronte all'isola di Roda, lì dove il canale di Traiano dipartiva dal Nilo. Dopo la conquista araba dell'Egitto, divenne il fulcro della città del Cairo.

## Storia
Il nome della località proveniva forse dal fatto d'esser stata costruita da prigionieri assiri, addirittura all'epoca del faraone Sesostri, malgrado Ctesia di Cnido dati il manufatto al tempo di Semiramide e Giuseppe Flavio (I secolo) attribuisca l'opera ad alcuni seguaci di Cambise II, conquistatore persiano dell'Egitto di Psammetico III nel 525 a.C.

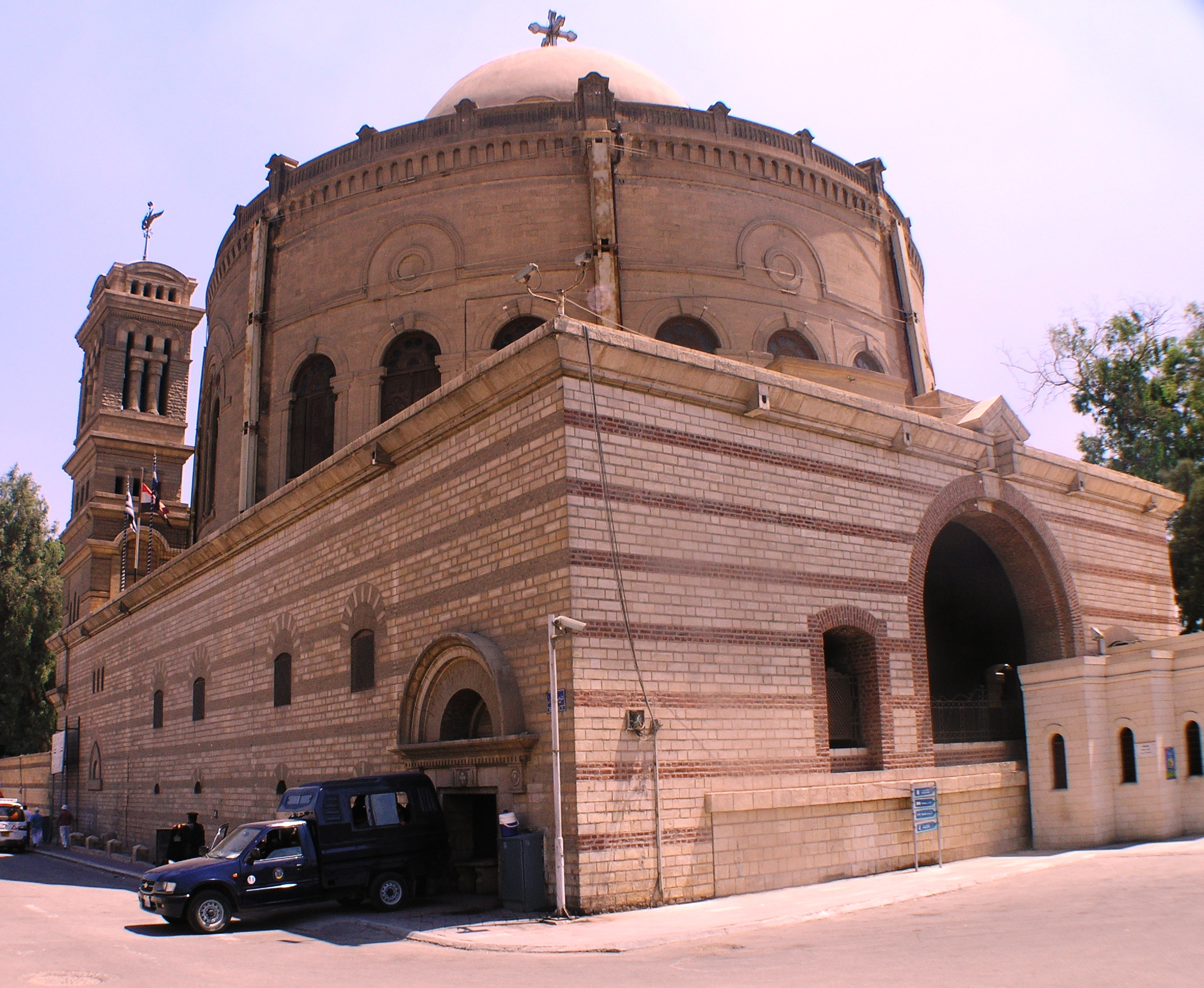
La chiesa greca-ortodossa di San Giorgio (Mār Girghīs), edificata su una delle due torri circolari che facevano parte della fortezza di Babilonia e che sorvegliavano l'imbocco del canale

La prima menzione di una fortezza edificata a Babilonia è riportata da Strabone, secondo cui vi era stata costruita un'antica fortezza romana. Sotto l'imperatore romano Traiano (98–117) l'imboccatura del canale che collegava il Nilo al Mar Rosso fu spostata a Babilonia, e in quel punto fu edificato un porto in pietra con un massiccio terrapieno. Sotto Diocleziano la Legio III Diocletiana vi edificò una massiccia fortezza per controllare l'accesso al canale e quindi al commercio via Mar Rosso, con una serie di torri rotonde e da bastioni, collegati da un muro di cinta in laterizio. La struttura prevedeva due cortine di mura parallele lungo entrambi i lati del canale e al centro del muro meridionale delle mura orientali era praticata una porta fortificata: conservatasi in buone condizioni fino all'epoca corrente, vi fu successivamente costruita sopra la Chiesa Sospesa (al-Muʿallaqa). L'imbocco del canale era protetto da due alte e massicce torri circolari a tre piani, all'interno di una delle quali fu successivamente edificata la chiesa greca-ortodossa di San Giorgio (Mār Girghīs).
Al momento della conquista arabo-musulmana dell'Egitto da parte di ʿAmr b. al-ʿĀṣ nel 640, la fortezza fu integrata all'accampamento militare di al-Fusṭāṭ, immediatamente destinata a trasformarsi nel primo nucleo di una nuova città.

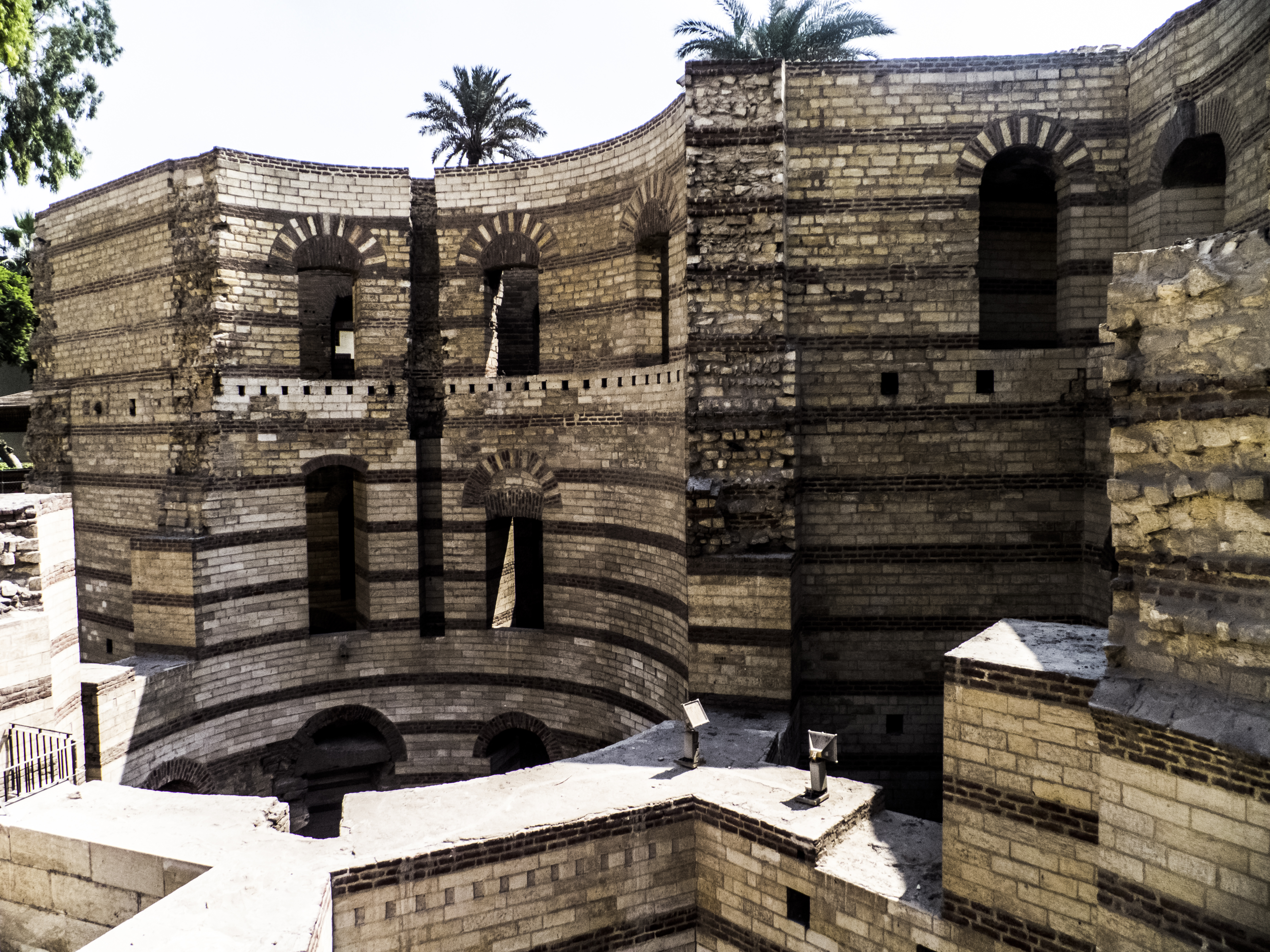
Fortificazioni della Babilonia bizantina.

Le dinastie musulmane successive, gli Abbasidi e i Tulunidi, fondarono senza soluzione di continuità con Fusṭāṭ, gli insediamenti umani di al-ʿAskar (750) e di al-Qaṭāʾīʿ (868) prima che la città risultante da questi processi aggregativi prendesse infine nel 969 il nome di al-Qāhira per opera dei Fatimidi. Fusṭāṭ e Madīnat al-Qāhira al-Muʿizziyya (La città vittoriosa dell'[Imam] al-Mu'izz, l'attuale via al-Muʿizz nella Cairo storica) furono attorniate da un unico sistema murario difensivo, su cui si ergeva a protezione la Cittadella (al-Qalʿa) costruita sulla collina del Muqaṭṭam, su cui andranno a governare, a partire dal 1173, i sultani ayyubidi e i loro successori Mamelucchi ed ai suoi piedi si estende l'immenso cimitero della Qarafa.
La fortezza di Babilonia si trasformò in breve tempo in un'enclave cristiana ed ebraica. La maggior parte delle antiche chiese copte sono situate sulle rovine della fortezza, in particolare la chiesa di al-Muʿallaqa (Chiesa Sospesa), costruita nel V secolo sul portale sud, e la chiesa greca-ortodossa di San Giorgio (Mār Girghīs), costruita sopra una delle torri che sormontano il portale della fortezza, di cui essa mantiene l'andamento tondeggiante.
Le rovine della fortezza sono ancora visibili all'interno del Museo copto del Cairo., in Via Mar Girgis (via San Giorgio), a Fusṭāṭ (Miṣr al-Qadīma Cairo Vecchia).

## Foto dei torrioni della fortezza di Babilonia

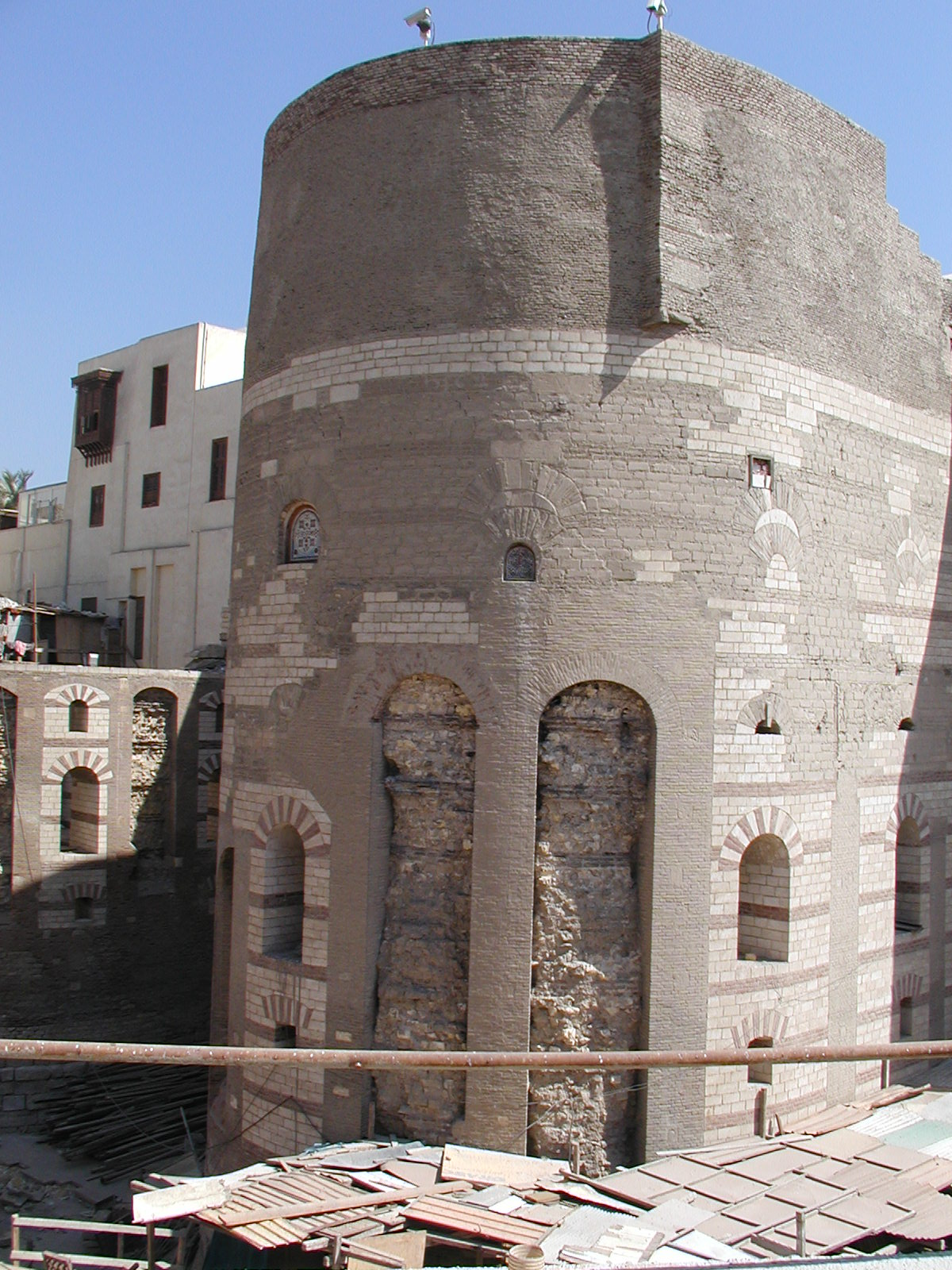
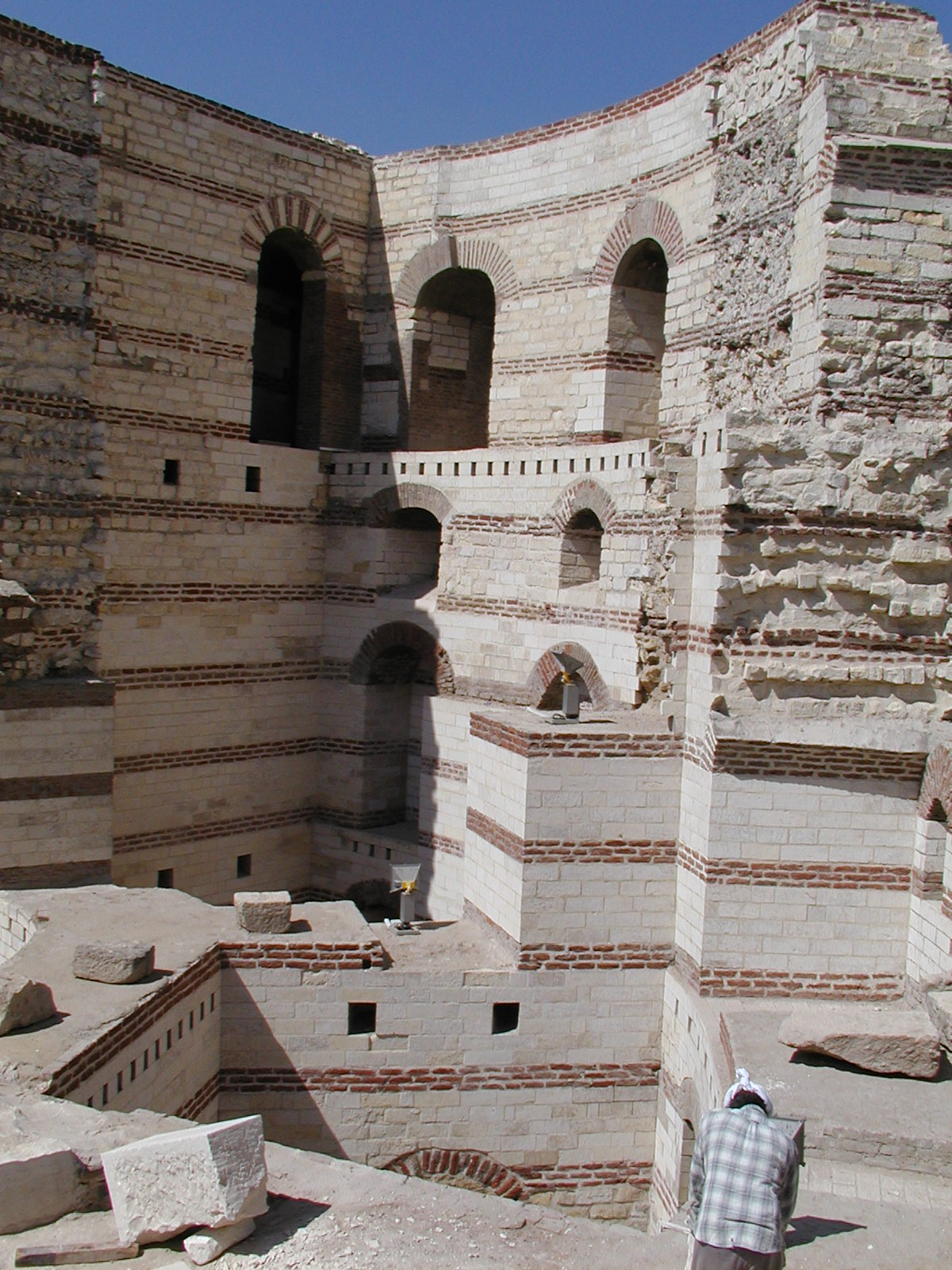